# Flavio Eudossio
Flavio Eudossio (latino: Flavius Eudoxius; fl. 442) è stato un politico bizantino, console nel 442 assieme a Flavio Dioscoro, designato dalla corte occidentale.
Dovrebbe essere identificato col comes rerum privatarum d'Oriente attestato nel 440; alternativamente potrebbe essere stato il comes sacrarum largitionum del 427.